# 纳尔逊·芒茨
盲阿（是霸子·辛普森的同班同学，也是春田镇小学里的坏孩子之一。他的母亲是妓女，父亲去向不明。纳尔逊还有一个姐姐（或妹妹），但是可能死了。纳尔逊在某些剧集裡（如第8季第7集、16季第3集、18季第8集）都以主要角色出现。他的口头禅是“Haw-haw!”，用以表示对某人的嘲笑。在欺负别人时，他经常说“Stop beating yourself!”（中文：“别再打你自己了！”）。

## 消息来源
1. ↑  在第9季第6集中，他的父亲出现过；但是在16季第3集中，纳尔逊却偷偷的表示对长期失散的父亲的怀念，但是在该集结尾巴特·辛普森在马戏团里找到他的父亲，并帮助芒茨一家实现团圆；16季15集中，高中即将毕业的纳尔逊却又一次提到他的父亲以外出抽烟为借口，抛弃了自己。
2. ↑  16季第3集